# داستین هافمن
داستین لی هافمن (به انگلیسی: Dustin Lee Hoffman) (زادهٔ ۸ اوت ۱۹۳۷) هنرپیشه نامدار آمریکایی برندهٔ دو جایزه اسکار است.

## زندگی
داستین هافمن ۸ اوت ۱۹۳۷ در لس آنجلس زاده شد. وی پسر دوم لیلیان و هری هافمن است. پدرش یهودی روسی تبار بود که در کنار طراحی مبلمان، در کلمبیا پیکچرز خیاطی می‌کرد و مادرش هنرپیشه آماتور تئاتر بود. برادر بزرگترش، رونالد، وکیل و اقتصاددان است. خانواده هافمن نام داستین را از داستین فارنوم، بازیگر فیلم مرد زن صفت ساخته سیسیل بی. دمیل برای فرزند خود برگزیدند.
هافمن در آغاز، پزشکی خواند اما آن را رها کرد و به دست‌یاری روان‌پزشکی، پیش‌خدمتی، ظرف‌شستن، تایپیستی و روزنامه‌فروشی پرداخت تااین‌که به هنرستان موسیقی و هنر لس‌آنجلس آمریکا راه یافت.

## ژانر هنری در بازیگری
او بیش‌تر برای بازی در نقش‌های ناقهرمان و شخصیت‌های آسیب‌پذیر در سینما شناخته می‌شود.

### دههٔ ۶۰ میلادی
هافمن در ۱۹۶۷ به لطف بازی در «فارغ‌التحصیل» به کارگردانی مایک نیکولز، که یکی از فیلم‌های نمادین سینمای آمریکا است، یک‌شبه ستاره شد و برای اولین بار نامزد اسکار بهترین بازیگر مرد شد. فارغ‌التحصیل، فیلمی پیش‌رو و اثرگذار بود که هافمن ۳۰ ساله در آن نقش جوانی احساساتی و سربه‌هوا به نام بن برادوک را بازی می‌کرد که پس از فارغ‌التحصیلی از دانشگاه، به اصرار خانواده متمول و اعیانش وادار به ازدواج می‌شود. تصمیمی که سرانجام به اتفاقی مضحک اما جسورانه و موفقیت‌آمیز ختم می‌شود. فارغ‌التحصیل، پرفروش‌ترین فیلم سال شد و امروز، بیست‌ویکمین فیلم پرفروش تاریخ سینما با در نظر گرفتن نرخ تورم شناخته می‌شود.
هافمن در ۱۹۶۹ در «کابوی نیمه‌شب» ساختهٔ ستودهٔ جان شلزینجر بازی کرد. این فیلم داستان زندگی دو جوان بی‌کس‌وکار را روایت می‌کند که یکی از شهرستان به شهر آمده و دیگری بی‌نوایی است که در همان شهر زندگی می‌کند. نقش هافمن در این فیلم، همین بی‌نوای کارتن‌خواب به نام راتسو ریتسو است. او در این فیلم نیز خوش درخشید و بار دیگر کاندیدای دریافت اسکار بهترین بازیگر مرد شد. پس از دو فیلم موفق فارغ‌التحصیل و کابوی نیمه‌شب، هافمن در جان و ماری ساخته پیتر ییتس بازی کرد.

### دههٔ ۷۰ میلادی
آغاز دهه هفتاد برای هافمن بسیار طلایی بود و او این روند را تا پایان آن دهه با موفقیت ادامه داد. او که با سه سال سابقه در سینما به همه خواسته‌هایش جز اسکار رسیده بود، در ۱۹۷۰ در «بزرگ‌مرد کوچک» ساختهٔ آرتور پن، نقش جک کراب را با مهارت بازی کرد. این فیلم، هفتمین فیلم پرفروش آن سال شد.
هافمن در ۱۹۷۱ در سگ‌های پوشالی ساختهٔ کارگردان برجسته سینمای آمریکا، سام پکینپا بازی کرد که موفقیت چندانی برای وی نیاورد. دو فیلم بعدی‌اش، «هری کلرمن کیست» و آلفردو، آلفردو، در پرونده کاری هافمن ناموفق به حساب می‌آیند. پس از این دو، هافمن در ۱۹۷۳ در فیلم محبوب و پرفروش پاپیون در کنار استیو مک‌کوئین بازی کرد. او نقش لوئیس دگا زندانی بینوایی را بازی می‌کند که برخلاف دوست خود پاپیون که به فکر فرار از زندان است، بسیار محافظه کار و خطرناپذیر است؛ و در پایان نیز با نگاهی پرمعنا، آزادی یار دیرین خود را تماشا می‌کند.
هافمن در ۱۹۷۴ با بازی در «لنی» ساختهٔ باب فاسی برای سومین بار نامزد اسکار نقش اول مرد شد. او ۱۹۷۶ با بازی در دو فیلم موفق «همه مردان رئیس‌جمهور» و «ماراتن من» به موفقیت‌های سینمایی خود ادامه داد. هافمن در همه مردان رئیس‌جمهور، نقش کارل برنستین گزارش‌گر جوان روزنامه واشینگتن پست را بازی می‌کرد. این فیلم که بعدها یکی از مهم‌ترین فیلم‌های سیاسی تاریخ سینما شد، داستان تقلب انتخاباتی در زمان ریچارد نیکسون که به رسوایی واترگیت مشهور شد، را روایت می‌کند. کارل برنستین با بازی هافمن در کنار باب وودوارد با بازی رابرت ردفورد از محبوب‌ترین قهرمان‌های تاریخ سینما به‌شمار می‌روند. ۱۹۷۹ داستین هافمن با بازی در کریمر علیه کریمر، برنده اولین اسکار بازیگری خود شد. فیلم نیز برنده جوایز مهمی چون اسکار بهترین فیلم و بهترین کارگردانی شد.

### دههٔ ۸۰ میلادی
دههٔ ۸۰ برای هافمن سرشار از موفقیت بود. وی در ۱۹۸۲ در فیلم پرفروش «توتسی» بازی خاطره‌انگیزی داشت و در کنار نامزدی نقش اول اسکار، برنده دو جایزه معتبر گلدن گلوب و بفتا شد. فروش فوق‌العاده توتسی در کنار نقدهای مثبت فیلم، هافمن را یکی از اندک فاتحان گیشه که محبوب منتقدان سینما نیز بود کرد. «مرد بارانی» ساختهٔ بری لوینسون دیگر فیلم مطرح داستین هافمن در این دهه است که بیش‌تر جوایز معتبر سینمایی از جمله اسکار نقش اول مرد را برای وی به ارمغان آورد. این فیلم نیز همچون فارغ‌التحصیل و کریمر علیه کریمر، پرفروش‌ترین فیلم سال شد.

### دههٔ ۹۰ میلادی
دهه ۹۰ آغاز میان‌سالی او و کمتر شدن حضور وی در فیلم‌های شاخص بود. با این همه بازی او در «سگ را بجنبان» محصول ۱۹۹۷ در کنار رابرت دنیرو چشم‌گیر بود؛ و برای هفتمین بار نامزد اسکار نقش اول مرد شد. دیک تریسی، هوک، قهرمان، شیوع، خفتگان، شهر دیوانه، بوفالوی آمریکایی و پیام‌آور: داستان ژان دارک دیگر کارهای وی در دههٔ ۹۰ هستند.
هافمن در ۱۹۹۷ جایزه افتخاری گلدن گلاب و در ۱۹۹۹ جایزه یک عمر دستاورد بنیاد فیلم آمریکا را دریافت کرد.

### دههٔ ۲۰۰۰ میلادی

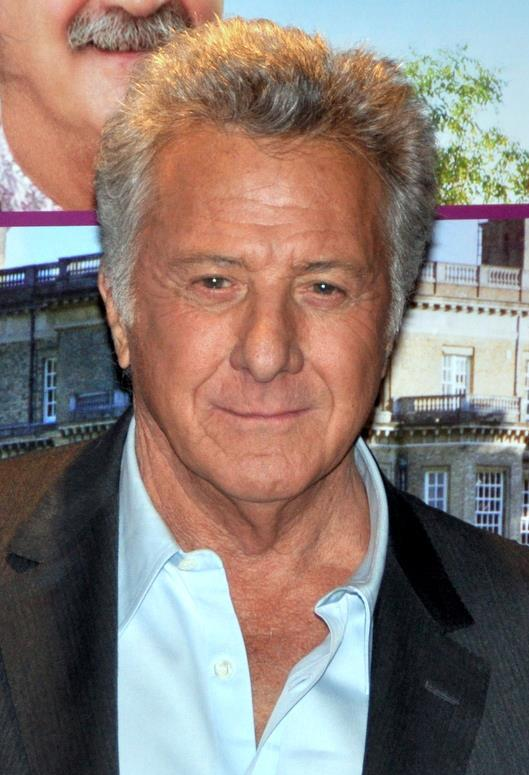
هافمن در اکران فیلم کوارتت (۲۰۱۳)

او در دههٔ جدید بر خلاف دهه‌های پیشین در کارهای‌های شاخصی حضور نیافت؛ و بازی در هیئت منصفه فراری، در جستجوی ناکجاآباد، سرگذشت ناگوار، ملاقات با فوکرها، شهر گمشده، آخرین شانس هاروی ،فوکرهای کوچک و صداپیشگی در پاندای کونگ‌فوکار مهم‌ترین کارهای وی در هزاره جدید میلادی است.
هافمن در کارگردانی، اولین فیلمش، کوارتت، را در ۲۰۱۲ ساخت؛ که به فروش قابل توجه ۵۹ میلیون دلار رسید. او در ۲۰۱۳ به دنبال ابتلا به سرطان، عمل جراحی شد و بهبود یافت.
امروزه داستین هافمن، در کنار رابرت دنیرو، جک نیکلسون و آل پاچینو، از بزرگان بازیگری در سینمای مدرن شناخته می‌شوند. این بازیگر سرشناس در تازه‌ترین حضورش، در فیلمی به کارگردانی فرانسیس فورد کاپولا بازی می‌کند.

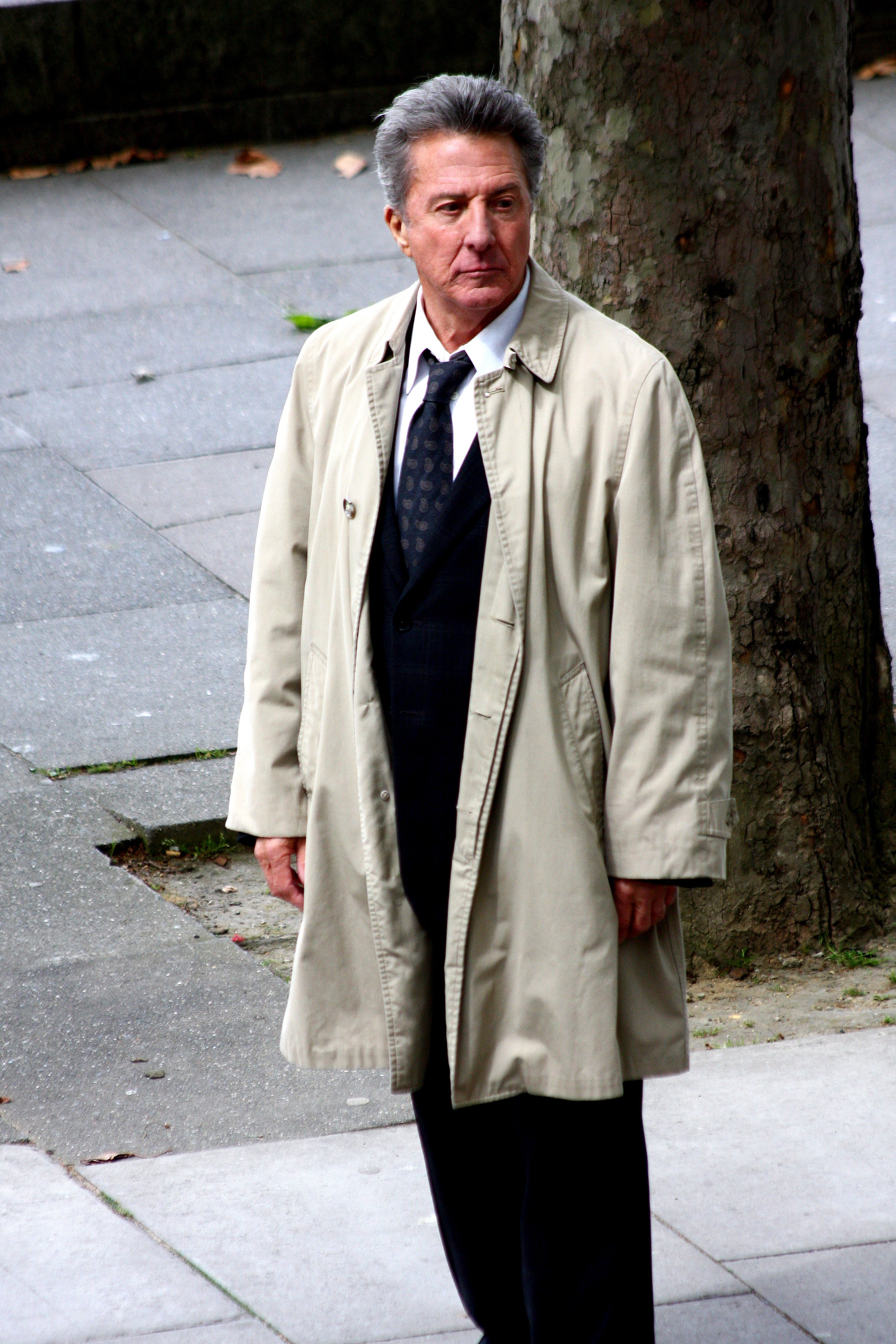
آخرین شانس هاروی (۲۰۰۸)

## جوایز و نامزدی‌ها

### اسکار
| سال  | فیلم             | رده                       | نتیجه |
| ---- | ---------------- | ------------------------- | ----- |
| ۱۹۸۹ | مرد بارانی       | بهترین بازیگر نقش اول مرد | برنده |
| ۱۹۸۰ | کریمر علیه کریمر | بهترین بازیگر نقش اول مرد | برنده |
| ۱۹۸۳ | توتسی            | بهترین بازیگر نقش اول مرد | نامزد |
| ۱۹۷۵ | لنی              | بهترین بازیگر نقش اول مرد | نامزد |
| ۱۹۷۰ | کابوی نیمه‌شب     | بهترین بازیگر نقش اول مرد | نامزد |
| ۱۹۶۸ | فارغ‌التحصیل      | بهترین بازیگر نقش اول مرد | نامزد |

## فیلم
| عنوان                                                      | سال  | نقش                               | کارگردان(ها)                  | توضیحات          |
| ---------------------------------------------------------- | ---- | --------------------------------- | ----------------------------- | ---------------- |
| ببر موفق می‌شود                                             | ۱۹۶۷ | Hap                               | آرتور هیلر                    |                  |
| فارغ‌التحصیل                                                | ۱۹۶۷ | بنیامین "بن" برادوک               | مایک نیکولز                   | [ پانویس ۱ ]     |
| Madigan's Millions                                         | ۱۹۶۸ | Jason Fister                      | Stanley Prager                |                  |
| کابوی نیمه‌شب                                               | ۱۹۶۹ | انریکو سالواتوره "راتسو" ریتسو    | جان شلزینجر                   |                  |
| جان و ماری                                                 | ۱۹۶۹ | John                              | پیتر ییتس                     | [ پانویس ۲ ]     |
| بزرگ‌مرد کوچک                                               | ۱۹۷۰ | جک کراب                           | آرتور پن                      |                  |
| هری کلرمن کیست و چرا این حرف‌های وحشتناک را درباره‌ام می‌زند؟ | ۱۹۷۱ | Georgie Soloway                   | اولو گروسبارد                 |                  |
| سگ‌های پوشالی                                               | ۱۹۷۱ | David Sumner                      | سام پکینپا                    |                  |
| آلفردو، آلفردو                                             | ۱۹۷۲ | Alfredo Sbisà                     | پیترو جرمی                    |                  |
| پاپیون                                                     | ۱۹۷۳ | لوئیس دگا                         | فرانکلین جی. شافنر            |                  |
| لنی                                                        | ۱۹۷۴ | لنی بروس                          | باب فاسی                      |                  |
| همه مردان رئیس‌جمهور                                        | ۱۹۷۶ | کارل برنستین                      | آلن جی پاکولا                 |                  |
| ماراتن من                                                  | ۱۹۷۶ | Thomas Babington "Babe" Levy      | جان شلزینجر                   |                  |
| ساعات کار                                                  | ۱۹۷۸ | Max Dembo                         | اولو گروسبارد                 | همچنین تهیه‌کننده |
| آگاتا                                                      | ۱۹۷۹ | Wally Stanton                     | مایکل اپتد                    |                  |
| کریمر علیه کریمر                                           | ۱۹۷۹ | Ted Kramer                        | رابرت بنتون                   |                  |
| توتسی                                                      | ۱۹۸۲ | Michael Dorsey / Dorothy Michaels | سیدنی پولاک                   |                  |
| ایشتار                                                     | ۱۹۸۷ | Chuck Clarke                      | الین می                       |                  |
| مرد بارانی                                                 | ۱۹۸۸ | Raymond "Ray" Babbitt             | بری لوینسون                   |                  |
| پیوندهای مشترک: داستان‌هایی از لحاف چهل‌تکه                  | ۱۹۸۹ | راوی                              | راب اپستاین & جفری فریدمن     | مستند            |
| کسب‌وکار خانوادگی                                           | ۱۹۸۹ | Vito McMullen                     | سیدنی لومت                    |                  |
| دیک تریسی                                                  | ۱۹۹۰ | Mumbles                           | وارن بیتی                     |                  |
| بیلی باتگیت                                                | ۱۹۹۱ | Dutch Schultz                     | رابرت بنتون                   |                  |
| هوک                                                        | ۱۹۹۱ | Captain James Hook                | استیون اسپیلبرگ               |                  |
| قهرمان                                                     | ۱۹۹۲ | Bernard "Bernie" Laplante         | استیون فریرز                  |                  |
| شیوع                                                       | ۱۹۹۵ | Colonel Sam Daniels               | ولفگانگ پترسن                 |                  |
| خفتگان                                                     | ۱۹۹۶ | Danny Snyder                      | بری لوینسون                   |                  |
| بوفالوی آمریکایی                                           | ۱۹۹۶ | Walt "Teach" Teacher              | Michael Corrente              |                  |
| شهر دیوانه                                                 | ۱۹۹۷ | Max Brackett                      | کوستا گاوراس                  |                  |
| سگ را بجنبان                                               | ۱۹۹۷ | Stanley Motss                     | بری لوینسون                   |                  |
| کره                                                        | ۱۹۹۸ | Dr. Norman Goodman                | بری لوینسون                   |                  |
| پیام‌آور: داستان ژان دارک                                   | ۱۹۹۹ | The Conscience                    | لوک بسون                      |                  |
| مسیر مهتابی                                                | ۲۰۰۲ | Ben Floss                         | برد سیلبرلینگ                 |                  |
| اعتماد                                                     | ۲۰۰۳ | Winston King                      | جیمز فولی                     |                  |
| هیئت منصفه فراری                                           | ۲۰۰۳ | Wendell Rohr                      | گری فلدر                      |                  |
| در جستجوی ناکجاآباد                                        | ۲۰۰۴ | Charles Frohman                   | مارک فورستر                   |                  |
| قلب من هاکبی                                               | ۲۰۰۴ | Bernard Jaffe                     | دیوید او. راسل                |                  |
| ملاقات با فاکرها                                           | ۲۰۰۴ | Bernie Focker                     | جی روچ                        |                  |
| سرگذشت ناگوار، داستان‌های لمونی اسنیکت                      | ۲۰۰۴ | The Critic                        | برد سیلبرلینگ                 | تک جلوه          |
| راه‌های مسابقه                                              | ۲۰۰۵ | Tucker                            | فردریک دو شو                  | صدا              |
| شهر گمشده                                                  | ۲۰۰۵ | Meyer Lansky                      | اندی گارسیا                   |                  |
| عطر: قصه یک آدمکش                                          | ۲۰۰۶ | Giuseppe Baldini                  | تام تیکور                     |                  |
| عجیب‌تر از داستان                                           | ۲۰۰۶ | Professor Jules Hilbert           | مارک فورستر                   |                  |
| تعطیلات                                                    | ۲۰۰۶ | خودش                              | نانسی مایرز                   | تک جلوه          |
| فروشگاه عجیب آقای مگوریوم                                  | ۲۰۰۷ | Mr. Edward Magorium               | زک هلم                        |                  |
| پاندای کونگ‌فوکار                                           | ۲۰۰۸ | استاد شیفو                        | جان استیونسن & مارک آزبرن     | صدا              |
| رازهای پنج جنگجو                                           | ۲۰۰۸ | استاد شیفو                        | ریمن هویی                     | صدا فیلم کوتاه   |
| آخرین شانس هاروی                                           | ۲۰۰۸ | Harvey Shine                      | Joel Hopkins                  |                  |
| افسانه دسپرو                                               | ۲۰۰۸ | Roscuro                           | Sam Fell & Robert Stevenhagen | صدا              |
| نسخه بارنی                                                 | ۲۰۱۰ | Israel "Izzy" Panofsky            | Richard J. Lewis              |                  |
| Jews and Baseball: An American Love Story                  | ۲۰۱۰ | راوی                              | Peter Miller                  | صدا مستند        |
| فاکرهای کوچک                                               | ۲۰۱۰ | Bernie Focker                     | پال وایتز                     |                  |
| پاندای کونگ‌فوکار ۲                                         | ۲۰۱۱ | استاد شیفو                        | جنیفر یو نلسون                | صدا              |
| پاندای کونگ‌فوکار: اسرار استادان                            | ۲۰۱۱ | استاد شیفو                        | تونی لئوندیس                  | صدا فیلم کوتاه   |
| کوارتت                                                     | ۲۰۱۲ | —                                 | خودش                          | اولین کارگردانی  |
| آشپز                                                       | ۲۰۱۴ | Riva                              | جان فاورو                     |                  |
| بویکوایر                                                   | ۲۰۱۴ | Carvelle                          | فرانسوا جرارد                 |                  |
| پینه‌دوز                                                    | ۲۰۱۴ | Abraham Simkin                    | توماس مک‌کارتی                 |                  |
| طرح                                                        | ۲۰۱۵ | Bob Hamman                        | استیون فریرز                  |                  |
| Kung Fu Panda: Secrets of the Scroll                       | ۲۰۱۶ | استاد شیفو و جنگجو                | Rodolphe Guenoden             | صدا فیلم کوتاه   |
| پاندای کونگ‌فوکار ۳                                         | ۲۰۱۶ | استاد شیفو                        | جنیفر یو نلسون                | صدا              |
| داستان‌های مایروویتز                                        | ۲۰۱۷ | Harold Meyerowitz                 | نوآ بامباک                    |                  |
| L'uomo del labirinto                                       | ۲۰۱۹ | Doctor Green                      | دوناتو کریسی                  |                  |
| As Sick as They Made Us                                    | ۲۰۲۰ | Eugene                            | ماییم بیالیک                  |                  |

## تلویزیون
| عنوان                          | سال        | نقش                                      | کارگردان(ها)               | توضیحات                                            |
| ------------------------------ | ---------- | ---------------------------------------- | -------------------------- | -------------------------------------------------- |
| Naked City                     | ۱۹۶۱، ۱۹۶۳ | Finney / Lester Stenton                  | —                          | ۲ قسمت                                             |
| The Defenders                  | ۱۹۶۲، ۱۹۶۵ | Buddy / Robert Burke                     | —                          | ۲ قسمت                                             |
| The Nurses                     | ۱۹۶۵       | Larson                                   | David Pressman             | قسمت: "The Civil"                                  |
| The Journey of the Fifth Horse | ۱۹۶۶       | Zoditch                                  | Larry Arrick & Earl Dawson | تله‌فیلم                                            |
| The Star-Wagon                 | ۱۹۶۶       | Hanus Wicks                              | Karl Genus                 | تله‌فیلم                                            |
| ABC Stage 67                   | ۱۹۶۷       | J.J. Semmons                             | پال بوگارت                 | قسمت: "The Trap Old Man"                           |
| Premiere                       | ۱۹۶۸       | Arthur Greene                            | پال بوگارت                 | قسمت: "Higher and Higher, Attorneys at Law"        |
| The Point!                     | ۱۹۷۱       | Narrator / Father                        | فرد وولف                   | صدا تله‌فیلم                                        |
| مرگ فروشنده                    | ۱۹۸۵       | William "Willy" Loman                    | فولکر شلوندورف             | تله تئاتر                                          |
| سیمپسون‌ها                      | ۱۹۹۱       | Mr. Bergstrom                            | ریچ مور                    | صدا قسمت: "Lisa's Substitute" Credited as Sam Etic |
| A Wish for Wings That Work     | ۱۹۹۱       | Milquetoast the Cross-Dressing Cockroach | Skip Jones                 | صدا ویژه تلویزیون                                  |
| Liberty's Kids                 | ۲۰۰۲–۲۰۰۳  | Benedict Arnold (صدا)                    | —                          | صدا ۴ قسمت                                         |
| زیاد ذوق‌زده نشو                | ۲۰۰۵       | Larry's Guide #1                         | لری چارلز                  | قسمت: "The End"                                    |
| تعطیلات پاندای کونگ‌فوکار       | ۲۰۱۰       | Master Shifu                             | تیم جانسون                 | صدا ویژه تلویزیون                                  |
| Luck                           | ۲۰۱۱–۲۰۱۲  | Chester Bernstein                        | Various                    | ۹ قسمت؛ همچنین تهیه‌کننده                           |
| Roald Dahl's Esio Trot         | ۲۰۱۵       | Mr Henry Hoppy                           | درولا والش                 | تله‌فیلم                                            |
| مدیچی                          | ۲۰۱۶       | Giovanni de' Medici                      | Sergio Mimica-Gezzan       | ۵ قسمت                                             |
| The Curse of Molly McGee       | ۲۰۲۰       | Scratch                                  | Steve Loter                | صدا                                                |

## تئاتر
| عنوان                  | سال  | نقش           | نمایشنامه نویس(ها) | سالن                | توضیحات                  |
| ---------------------- | ---- | ------------- | ------------------ | ------------------- | ------------------------ |
| A Cook for Mr. General | ۱۹۶۱ | Ridzinski     | Steven Gethers     | تئاتر پلی‌هاوس       |                          |
| The Subject Was Roses  | ۱۹۶۴ | Timmy Clearly | Frank D. Gilroy    | تئاتر بلاسکو        | مدیر صحنه و آماده به کار |
| Jimmy Shine            | ۱۹۶۸ | Jimmy Shine   | Murray Schisgal    | تئاتر بروکز اتکینسن |                          |
| All Over Town          | ۱۹۷۴ |               | Murray Schisgal    | تئاتر بوث           | کارگردان                 |
| مرگ فروشنده            | ۱۹۸۴ | Willy Loman   | آرتور میلر         | تئاتر برودهرست      |                          |
| تاجر ونیزی             | ۱۹۸۹ | شایلاک        | ویلیام شکسپیر      | تئاتر ریچارد راجرز  |                          |

## نماهنگ
| سال  | عنوان            | هنرمند(ها)                       |
| ---- | ---------------- | -------------------------------- |
| ۲۰۰۶ | "Follow My Lead" | فیفتی سنت هنرمند مهمان رابین تیک |